# 1980年大韓民國總統選舉
1980年大韓民國總統選舉，是1980年8月27日於韓國舉行的第四共和国总统选举。本次选举是韩国總統最后一次由統一主體國民會議選出，最終由唯一的候選人全斗煥勝出。

## 背景
在1979年10月26日朴正熙遇刺案后，1979~1980年间透過雙十二政變和5·17緊急戒嚴掌權的全斗煥在1980年5月30日担任辅佐总统的國家保衛非常對策委員會常任委員長。8月16日在全斗煥的壓力下，崔圭夏總統以維護权力和平移交的傳統為藉口宣布下台，由国务总理朴忠勳代理总统，并召开統一主體國民會議选举新任总统。

## 选举制度
根据第四共和國的维新宪法，总统由「統一主體國民會議」間接選舉產生，候选人需要有統一主体国民会議議員200人以上推薦，并获得統一主体国民会議过半议员赞成当选。

## 結果
| 候選人          | 政黨            | 得票  | %     | 当选标记 |
| --------------- | --------------- | ----- | ----- | -------- |
| 全斗煥          | 無黨籍          | 2,524 | 99.96 | 當選     |
| 無效票          | 無效票          | 1     | 0.04  |          |
| 總票數          | 總票數          | 2,525 | 100   |          |
|                 |                 |       |       |          |
| 弃权数          | 弃权数          | 15    | 0.59  |          |
| 選舉人數/投票率 | 選舉人數/投票率 | 2,540 | 99.41 |          |
| 来源：          |                 |       |       |          |